# Charles Seydoux (1827-1896)
Pour les autres membres de la famille, voir Famille Seydoux.
Charles Seydoux, né le 28 septembre 1827 au Cateau (Nord) et mort le 21 mai 1896 à Paris 16e (Seine), est un industriel français qui exerça aussi des responsabilités politiques.

## Biographie
Charles Seydoux est le fils de l'industriel Auguste Seydoux (1801-1878), maire du Cateau de 1852 à 1870, conseiller-général du Nord, ainsi que le neveu de Charles Seydoux (1796-1875), député du Nord de 1849 à 1870. Sa sœur Angélique épousera Henri Sieber. 
il est issu de la famille Seydoux, une famille d'origine suisse et protestante. 
Il seconde efficacement son père dans l’usine, et quand ce dernier se retire en 1871, il prend sa succession.  
Il mène une carrière politique : il est élu en 1875 conseiller général du canton du Cateau-Cambrésis, en succédant à son oncle, également nommé Charles Seydoux, jusqu'en 1896. 
il devient en 1880 vice-président du conseil général et en est le président de 1892 jusqu'à sa mort, en 1896. 
Il devient président de la Chambre de commerce de Cambrai en 1891.
Par ailleurs, Seydoux est administrateur de la Compagnie des chemins de fer du Nord, membre du conseil de régie de la Compagnie des mines d'Anzin, membre du Conseil supérieur du commerce et de l'industrie et du Conseil supérieur du travail, membre du consistoire de l'Église réformée et président de la Société de secours mutuels du Cateau.

## Distinctions et postérité

### Disctinctions
- Officier de la Légion d'honneur par décret du Ministre de l'Agriculture  en date du 20 octobre 1878[5].
- Officier de l'Instruction publique en 1879.
- Ordre de François-Joseph en 1873[6].

### Hommage
Une rue du Cateau-Cambrésis (Nord) porte son nom (Conseil municipal du 20/06/1896). Un monument le représente dans la cour du Centre Hospitalier du Cateau-Cambrésis. Une plaque commémore son souvenir dans l'école de Bousies (Nord) où une rue porte aussi son nom.

### Mariage et descendance
Il épouse à Sedan le 7 juin 1856 Blanche Renard (1837-1922), fille d'Adolphe Renard, manufacturier à Sedan, et d'Elisa Bacot. Dont huit enfants :
- Maurice Seydoux (1858-1859) ;
- Ernest Seydoux (1860-1942), marié en 1898 avec Lucie Ducimetière dit Monod (1874-1942) ;
- Alfred Seydoux (1862-1911), industriel, régent de la Banque de France, administrateur de sociétés, conseiller-général du canton du Cateau-Cambrésis, marié en 1886 avec Alice de Mallmann (1867-1946), dont postérité ;
- Hélène Seydoux (1864-1930), marié en 1885 avec Ferdinand Roy, industriel textile (1856-1927), sans postérité ;
- Albert Seydoux, industriel, conseiller-général du canton du Cateau-Cambrésis, député du Nord (1866-1918), marié en 1895 avec Emma Krug (1873-1975), dont postérité ;
- Georges Seydoux, industriel (1869-1928), marié en 1895 avec Louise Pauline Krug (1874-1965), dont postérité ;
- André Seydoux, industriel, conseiller-général du canton du Cateau-Cambrésis après ses frères (1871-1927), marié en 1898 avec Renée Bovet (1877-1928), dont postérité ;
- Madeleine Seydoux (1877-1939), mariée en 1899 avec James Carmichael[8]

## Pour approfondir